# Danh sách di sản văn hóa Tây Ban Nha được quan tâm ở hạt Gironès (tỉnh Girona)
Danh sách di sản văn hóa Tây Ban Nha được quan tâm ở hạt Gironès (tỉnh Girona).

## Di tích theo thành phố

### A

#### Aiguaviva
| Tên                              | Dạng            | Địa điểm  | Tọa độ                                        | Số hồ sơ tham khảo? | Ngày nhận danh hiệu? | Hình ảnh                              |
| -------------------------------- | --------------- | --------- | --------------------------------------------- | ------------------- | -------------------- | ------------------------------------- |
| Nhà Templarios                   | Di tích         | Aiguaviva | 41°56′36″B 2°47′12″Đ / 41,943353°B 2,786606°Đ | RI-51-0005780       | 08-11-1988           | Casa de los Templarios · Upload image |
| Lâu đài Vilademany (Mas Forroll) | Di tích Lâu đài | Aiguaviva | 41°55′10″B 2°46′12″Đ / 41,919562°B 2,769894°Đ | RI-51-0005781       | 08-11-1988           | Castillo de Vilademany · Upload image |

### B

#### Bescanó
| Tên           | Dạng         | Địa điểm | Tọa độ                                        | Số hồ sơ tham khảo? | Ngày nhận danh hiệu? | Hình ảnh     |
| ------------- | ------------ | -------- | --------------------------------------------- | ------------------- | -------------------- | ------------ |
| Tháp          | Di tích Tháp | Bescanó  | 41°57′36″B 2°44′19″Đ / 41,960041°B 2,738615°Đ | RI-51-0005804       | 08-11-1988           | Upload image |
| Tháp Telegraf | Di tích Tháp | Bescanó  | 41°56′58″B 2°44′14″Đ / 41,949573°B 2,737207°Đ | RI-51-0005805       | 08-11-1988           | Upload image |

#### Bordils
| Tên                            | Dạng            | Địa điểm | Tọa độ                                        | Số hồ sơ tham khảo? | Ngày nhận danh hiệu? | Hình ảnh                                         |
| ------------------------------ | --------------- | -------- | --------------------------------------------- | ------------------- | -------------------- | ------------------------------------------------ |
| Nhà thờ parroquial San Esteban | Di tích Nhà thờ | Bordils  | 42°02′39″B 2°54′41″Đ / 42,044047°B 2,911357°Đ | RI-51-0005818       | 08-11-1988           | Iglesia parroquial de San Esteban · Upload image |

### C

#### Camplloch(Campllong)
| Tên           | Dạng         | Địa điểm  | Tọa độ                                       | Số hồ sơ tham khảo? | Ngày nhận danh hiệu? | Hình ảnh     |
| ------------- | ------------ | --------- | -------------------------------------------- | ------------------- | -------------------- | ------------ |
| Tháp Llupiana | Di tích Tháp | Camplloch | 41°53′30″B 2°49′48″Đ / 41,89155°B 2,830028°Đ | RI-51-0005837       | 08-11-1988           | Upload image |

#### Canet de Adri(Canet d’Adri)
| Tên                              | Dạng            | Địa điểm      | Tọa độ                                        | Số hồ sơ tham khảo? | Ngày nhận danh hiệu? | Hình ảnh     |
| -------------------------------- | --------------- | ------------- | --------------------------------------------- | ------------------- | -------------------- | ------------ |
| Can Heres (Edificio fortificado) | Di tích         | Canet de Adri | 42°03′27″B 2°44′58″Đ / 42,057474°B 2,749581°Đ | RI-51-0005846       | 08-11-1988           | Upload image |
| Lâu đài Rocacorba                | Di tích Lâu đài | Canet de Adri | 42°04′03″B 2°41′16″Đ / 42,06759°B 2,687686°Đ  | RI-51-0005844       | 08-11-1988           | Upload image |
| Tháp                             | Di tích Tháp    | Canet de Adri | 42°02′12″B 2°43′51″Đ / 42,03674°B 2,73089°Đ   | RI-51-0005845       | 08-11-1988           | Upload image |

#### Cassá de la Selva(Cassà de la Selva)
| Tên                     | Dạng    | Địa điểm          | Tọa độ                                        | Số hồ sơ tham khảo? | Ngày nhận danh hiệu? | Hình ảnh     |
| ----------------------- | ------- | ----------------- | --------------------------------------------- | ------------------- | -------------------- | ------------ |
| Can Frigola (Can Selvá) | Di tích | Cassá de la Selva | 41°53′16″B 2°52′26″Đ / 41,887901°B 2,873955°Đ | RI-51-0005848       | 08-11-1988           | Upload image |

#### Celrá(Celrà)
| Tên                     | Dạng                             | Địa điểm | Tọa độ                                        | Số hồ sơ tham khảo? | Ngày nhận danh hiệu? | Hình ảnh                         |
| ----------------------- | -------------------------------- | -------- | --------------------------------------------- | ------------------- | -------------------- | -------------------------------- |
| Lâu đài Celrá           | Di tích Lâu đài                  | Celrá    | 42°01′12″B 2°52′55″Đ / 42,019891°B 2,881834°Đ | RI-51-0005861       | 08-11-1988           | Castillo de Celrá · Upload image |
| Lâu đài Mabarrera       | Di tích Lâu đài                  | Celrá    | 42°00′41″B 2°53′30″Đ / 42,011462°B 2,89162°Đ  | RI-51-0005862       | 08-11-1988           | Upload image                     |
| Thápvern (Tháp Desbach) | Di tích Kiến trúc phòng thủ Tháp | Celrá    | 42°01′19″B 2°52′58″Đ / 42,022036°B 2,882748°Đ | RI-51-0004175       | 08-07-1975           | Torre Desvern · Upload image     |

#### Cerviá de Ter(Cervià de Ter)
| Tên                     | Dạng            | Địa điểm      | Tọa độ                                        | Số hồ sơ tham khảo? | Ngày nhận danh hiệu? | Hình ảnh                                 |
| ----------------------- | --------------- | ------------- | --------------------------------------------- | ------------------- | -------------------- | ---------------------------------------- |
| Can Pellicer            | Di tích         | Cerviá de Ter | 42°04′03″B 2°54′27″Đ / 42,067451°B 2,907616°Đ | RI-51-0005866       | 08-11-1988           | Upload image                             |
| Nhà Raset (Nhà Torrent) | Di tích         | Cerviá de Ter | 42°04′19″B 2°55′27″Đ / 42,071938°B 2,924237°Đ | RI-51-0004277       | 21-04-1978           | Upload image                             |
| Lâu đài Cerviá          | Di tích Lâu đài | Cerviá de Ter | 42°04′04″B 2°54′31″Đ / 42,067677°B 2,908589°Đ | RI-51-0005864       | 08-11-1988           | Upload image                             |
| Mas Torre               | Di tích Tháp    | Cerviá de Ter | 42°04′06″B 2°54′23″Đ / 42,068421°B 2,906418°Đ | RI-51-0005867       | 08-11-1988           | Upload image                             |
| Mas Torrent             | Di tích         | Cerviá de Ter | 42°04′01″B 2°54′38″Đ / 42,066997°B 2,910527°Đ | RI-51-0005868       | 08-11-1988           | Upload image                             |
| Tu viện Santa María     | Di tích Tu viện | Cerviá de Ter | 42°04′04″B 2°54′45″Đ / 42,067795°B 2,912479°Đ | RI-51-0004326       | 25-01-1979           | Monasterio de Santa María · Upload image |
| Tháp Horas              | Di tích Tháp    | Cerviá de Ter | 42°04′02″B 2°54′33″Đ / 42,067276°B 2,909243°Đ | RI-51-0005865       | 08-11-1988           | Upload image                             |

### F

#### Flassá(Flaçà)
| Tên                                    | Dạng         | Địa điểm | Tọa độ                                        | Số hồ sơ tham khảo? | Ngày nhận danh hiệu? | Hình ảnh     |
| -------------------------------------- | ------------ | -------- | --------------------------------------------- | ------------------- | -------------------- | ------------ |
| Can Llausás (Tháp Marqués Vallgornera) | Di tích Tháp | Flassá   | 42°03′00″B 2°57′14″Đ / 42,049925°B 2,953751°Đ | RI-51-0005900       | 08-11-1988           | Upload image |
| Can Vinyals                            | Di tích      | Flassá   | 42°03′16″B 2°57′51″Đ / 42,05436°B 2,964044°Đ  | RI-51-0005901       | 08-11-1988           | Upload image |

#### Fornells de la Selva
| Tên         | Dạng         | Địa điểm             | Tọa độ                                        | Số hồ sơ tham khảo? | Ngày nhận danh hiệu? | Hình ảnh     |
| ----------- | ------------ | -------------------- | --------------------------------------------- | ------------------- | -------------------- | ------------ |
| Tháp Bac    | Di tích Tháp | Fornells de la Selva | 41°56′29″B 2°47′52″Đ / 41,941436°B 2,797702°Đ | RI-51-0005909       | 08-11-1988           | Upload image |
| Tháp Estrac | Di tích Tháp | Fornells de la Selva | 41°55′11″B 2°49′07″Đ / 41,919655°B 2,818538°Đ | RI-51-0005910       | 08-11-1988           | Upload image |

### G

#### Gerona(Girona)
| Tên                                                             | Dạng                                | Địa điểm | Tọa độ                                        | Số hồ sơ tham khảo? | Ngày nhận danh hiệu? | Hình ảnh                                            |
| --------------------------------------------------------------- | ----------------------------------- | -------- | --------------------------------------------- | ------------------- | -------------------- | --------------------------------------------------- |
| Lưu trữ lịch sử Provincial Gerona                               | Lưu trữ                             | Gerona   |                                               | RI-AR-0000029       | 10-11-1997           | Upload image                                        |
| Baños árabes (Gerona)                                           | Di tích Baños                       | Gerona   | 41°59′18″B 2°49′33″Đ / 41,988197°B 2,825746°Đ | RI-51-0000555       | 03-06-1931           | Baños árabes · Upload image                         |
| Can Barril (Edificación fortificada)                            | Di tích                             | Gerona   | 41°57′05″B 2°48′41″Đ / 41,95149°B 2,8114°Đ    | RI-51-0005921       | 08-11-1988           | Upload image                                        |
| Nhà Agullana                                                    | Di tích Cung điện                   | Gerona   | 41°59′06″B 2°49′35″Đ / 41,985134°B 2,826374°Đ | RI-51-0000152       | 05-01-1918           | Casa de Agullana · Upload image                     |
| Nhà Nº 19 Calle Ciudadanos (Fontana d'Or)                       | Di tích Inmueble                    | Gerona   | 41°59′04″B 2°49′32″Đ / 41,984387°B 2,825453°Đ | RI-51-0000217       | 17-01-1922           | Casa Nº 19 Calle Ciudadanos · Upload image          |
| Nhà Cung điện Caramany                                          | Di tích Kiến trúc dân sự Cung điện  | Gerona   | 41°59′06″B 2°49′33″Đ / 41,98491°B 2,825806°Đ  | RI-51-0000158       | 22-10-1918           | Casa Palacio de Caramany · Upload image             |
| Nhà Teixidor (Nhà Punxa)                                        | Di tích Kiến trúc dân sự            | Gerona   | 41°58′50″B 2°48′55″Đ / 41,980645°B 2,815204°Đ | RI-51-0004486       | 01-04-1981           | Casa Teixidor · Upload image                        |
| Casco antiguo Gerona                                            | Khu phức hợp lịch sử                | Gerona   | 41°59′14″B 2°49′31″Đ / 41,98728°B 2,82515°Đ   | RI-53-0000090       | 19-08-1967           | Casco antiguo de Gerona · Upload image              |
| Lâu đài Campdorá                                                | Di tích Lâu đài                     | Gerona   | 42°00′46″B 2°50′38″Đ / 42,01274°B 2,84375°Đ   | RI-51-0005863       | 08-11-1988           | Upload image                                        |
| Lâu đài Montjuic (Gerona)                                       | Di tích Lâu đài                     | Gerona   | 41°59′37″B 2°49′54″Đ / 41,993596°B 2,831554°Đ | RI-51-0005917       | 08-11-1988           | Castillo de Montjuic · Upload image                 |
| Tu viện San José                                                | Di tích Kiến trúc tôn giáo Tu viện  | Gerona   | 41°59′01″B 2°49′33″Đ / 41,983509°B 2,825844°Đ | RI-51-0005090       | 30-05-1985           | Convento de San José · Upload image                 |
| Tu viện Santo Domingo (Gerona)                                  | Di tích Kiến trúc tôn giáo Tu viện  | Gerona   | 41°59′08″B 2°49′41″Đ / 41,985621°B 2,827953°Đ | RI-51-0005074       | 30-05-1985           | Convento de Santo Domingo · Upload image            |
| Tòa nhà Pía Almoina                                             | Di tích                             | Gerona   | 41°59′14″B 2°49′32″Đ / 41,987179°B 2,825499°Đ | RI-51-0004333       | 02-02-1979           | Edificio de la Pía Almoina · Upload image           |
| Nhà thờ chính tòa Girona                                        | Di tích Kiến trúc tôn giáo Catedral | Gerona   | 41°59′15″B 2°49′35″Đ / 41,987504°B 2,826288°Đ | RI-51-0000551       | 03-06-1931           | Iglesia Catedral de Santa María · Upload image      |
| Tu viện San Daniel Gerona                                       | Di tích Nhà thờ                     | Gerona   | 41°59′18″B 2°50′01″Đ / 41,988421°B 2,833572°Đ | RI-51-0000552       | 03-06-1931           | Iglesia de San Daniel · Upload image                |
| Nhà thờ San Félix (Gerona)                                      | Di tích Nhà thờ                     | Gerona   | 41°59′17″B 2°49′30″Đ / 41,98804°B 2,825°Đ     | RI-51-0000554       | 03-06-1931           | Iglesia de San Félix · Upload image                 |
| San Nicolás Gerona                                              | Di tích Nhà thờ                     | Gerona   | 41°59′21″B 2°49′34″Đ / 41,989077°B 2,826104°Đ | RI-51-0000161       | 15-03-1919           | Iglesia de San Nicolás · Upload image               |
| Los Baluartes (Segundo recinto amurallado)                      | Di tích Tường thành                 | Gerona   | 41°57′20″B 2°49′28″Đ / 41,955491°B 2,824458°Đ | RI-51-0005918       | 08-11-1988           | Upload image                                        |
| Tu viện Sant Pere Galligants                                    | Di tích Tu viện                     | Gerona   | 41°59′19″B 2°49′36″Đ / 41,988747°B 2,826572°Đ | RI-51-0000553       | 03-06-1931           | Monasterio de San Pedro de Galligans · Upload image |
| Bảo tàng Arqueología Cataluña (Gerona)                          | Di tích Bảo tàng                    | Gerona   | 41°59′19″B 2°49′36″Đ / 41,988747°B 2,826572°Đ | RI-51-0001350       | 01-03-1962           | Museo Arqueológico Provincial · Upload image        |
| Parque Dehesa                                                   | Jardín histórico Parque             | Gerona   | 41°59′13″B 2°49′03″Đ / 41,98702°B 2,81748°Đ   | RI-52-0000025       | 27-09-1943           | Parque de la Dehesa · Upload image                  |
| Red cloacas                                                     | Di tích                             | Gerona   |                                               | RI-51-0000116       | 13-12-1912           | Upload image                                        |
| Tàn tích pertenecientes al derruido Convento San Francisco Asís | Di tích Tu viện                     | Gerona   | 41°59′03″B 2°49′32″Đ / 41,984197°B 2,825619°Đ | RI-51-0001070       | 14-08-1931           | Upload image                                        |
| Tháp Bonica (Can Montiel)                                       | Di tích Tháp                        | Gerona   | 41°57′24″B 2°48′22″Đ / 41,95656°B 2,806158°Đ  | RI-51-0005920       | 08-11-1988           | Upload image                                        |
| Tháp Can Puig                                                   | Di tích Tháp                        | Gerona   |                                               | RI-51-0005919       | 08-11-1988           | Upload image                                        |
| Tháp Cornelia                                                   | Di tích Tháp                        | Gerona   | 41°59′17″B 2°49′34″Đ / 41,98792°B 2,826073°Đ  | RI-51-0005916       | 08-11-1988           | Torre Cornelia · Upload image                       |
| Tháp Taialá                                                     | Di tích Tháp                        | Gerona   | 41°59′49″B 2°48′31″Đ / 41,996811°B 2,808488°Đ | RI-51-0006075       | 08-11-1988           | Upload image                                        |
| Tháp Gironella                                                  | Di tích Tháp                        | Gerona   | 41°59′12″B 2°49′42″Đ / 41,986586°B 2,828438°Đ | RI-51-0005915       | 08-11-1988           | Torre Gironella · Upload image                      |

### L

#### Llagostera
| Tên                                            | Dạng             | Địa điểm   | Tọa độ                                        | Số hồ sơ tham khảo? | Ngày nhận danh hiệu? | Hình ảnh                                                          |
| ---------------------------------------------- | ---------------- | ---------- | --------------------------------------------- | ------------------- | -------------------- | ----------------------------------------------------------------- |
| Nhà ở números 1 và 2 Quảng trường Constitución | Di tích Inmueble | Llagostera | 41°49′42″B 2°53′33″Đ / 41,828409°B 2,892467°Đ | RI-51-0001069       | 07-08-1931           | Casas números 1 y 2 de la Plaza de la Constitución · Upload image |
| Lâu đài Llagostera                             | Di tích Lâu đài  | Llagostera | 41°49′44″B 2°53′31″Đ / 41,828889°B 2,891944°Đ | RI-51-0005932       | 08-11-1988           | Castillo de Llagostera · Upload image                             |
| Tháp Montagut                                  | Di tích Tháp     | Llagostera | 41°45′58″B 2°56′21″Đ / 41,766017°B 2,939037°Đ | RI-51-0005933       | 08-11-1988           | Upload image                                                      |

### M

#### Madremaña(Madremanya)
| Tên                          | Dạng                | Địa điểm  | Tọa độ                                        | Số hồ sơ tham khảo? | Ngày nhận danh hiệu? | Hình ảnh                                       |
| ---------------------------- | ------------------- | --------- | --------------------------------------------- | ------------------- | -------------------- | ---------------------------------------------- |
| Lâu đài Millars              | Di tích Lâu đài     | Madremaña | 41°59′20″B 2°58′14″Đ / 41,988865°B 2,970644°Đ | RI-51-0005954       | 08-11-1988           | Castillo de Millars · Upload image             |
| Recinto amurallado Madremaña | Di tích Tường thành | Madremaña | 41°59′24″B 2°57′26″Đ / 41,990087°B 2,957242°Đ | RI-51-0005953       | 08-11-1988           | Recinto amurallado de Madremaña · Upload image |

### Q

#### Quart
| Tên           | Dạng            | Địa điểm | Tọa độ                                        | Số hồ sơ tham khảo? | Ngày nhận danh hiệu? | Hình ảnh                         |
| ------------- | --------------- | -------- | --------------------------------------------- | ------------------- | -------------------- | -------------------------------- |
| Lâu đài Palol | Di tích Lâu đài | Quart    | 41°57′23″B 2°51′02″Đ / 41,956394°B 2,850567°Đ | RI-51-0006044       | 08-11-1988           | Castillo de Palol · Upload image |

### S

#### Salt
| Tên                                        | Dạng    | Địa điểm | Tọa độ                                        | Số hồ sơ tham khảo? | Ngày nhận danh hiệu? | Hình ảnh     |
| ------------------------------------------ | ------- | -------- | --------------------------------------------- | ------------------- | -------------------- | ------------ |
| Nhà Marqués Camp (Edificación fortificada) | Di tích | Salt     | 41°58′25″B 2°46′34″Đ / 41,973665°B 2,776117°Đ | RI-51-0005922       | 08-11-1988           | Upload image |

#### San Gregorio (Gerona)(Sant Gregori)
| Tên                                 | Dạng            | Địa điểm     | Tọa độ                                        | Số hồ sơ tham khảo? | Ngày nhận danh hiệu? | Hình ảnh     |
| ----------------------------------- | --------------- | ------------ | --------------------------------------------- | ------------------- | -------------------- | ------------ |
| Lâu đài Cartellá                    | Di tích Lâu đài | San Gregorio | 42°00′43″B 2°45′48″Đ / 42,01198°B 2,76329°Đ   | RI-51-0006072       | 08-11-1988           | Upload image |
| Lâu đài San Gregorio (Nhà Margarit) | Di tích Lâu đài | San Gregorio | 41°59′20″B 2°44′26″Đ / 41,988955°B 2,740498°Đ | RI-51-0006073       | 08-11-1988           | Upload image |
| Lâu đài Tudela (Sant Grau)          | Di tích Lâu đài | San Gregorio | 41°59′33″B 2°42′53″Đ / 41,992546°B 2,714848°Đ | RI-51-0006074       | 08-11-1988           | Upload image |

#### San Jordi Desvalls(Sant Jordi Desvalls)
| Tên                          | Dạng                | Địa điểm           | Tọa độ                                        | Số hồ sơ tham khảo? | Ngày nhận danh hiệu? | Hình ảnh     |
| ---------------------------- | ------------------- | ------------------ | --------------------------------------------- | ------------------- | -------------------- | ------------ |
| Lâu đài San Jorge            | Di tích Lâu đài     | San Jordi Desvalls | 42°04′19″B 2°57′12″Đ / 42,07197°B 2,95336°Đ   | RI-51-0006086       | 08-11-1988           | Upload image |
| Recinto tăng cường San Jorge | Di tích Tường thành | San Jordi Desvalls | 42°04′19″B 2°57′12″Đ / 42,072061°B 2,953352°Đ | RI-51-0006087       | 08-11-1988           | Upload image |

#### San Julián de Ramis(Sant Julià de Ramis)
| Tên                                 | Dạng            | Địa điểm            | Tọa độ                                        | Số hồ sơ tham khảo? | Ngày nhận danh hiệu? | Hình ảnh                            |
| ----------------------------------- | --------------- | ------------------- | --------------------------------------------- | ------------------- | -------------------- | ----------------------------------- |
| Lâu đài Medinya                     | Di tích Lâu đài | San Julián de Ramis | 42°02′58″B 2°51′54″Đ / 42,049388°B 2,865114°Đ | RI-51-0006088       | 08-11-1988           | Upload image                        |
| Lâu đài Montagut (San Julián Ramis) | Di tích Lâu đài | San Julián de Ramis | 42°01′54″B 2°48′56″Đ / 42,031588°B 2,815573°Đ | RI-51-0006089       | 08-11-1988           | Castillo de Montagut · Upload image |
| Lâu đài San Julián ("Maestranza")   | Di tích Lâu đài | San Julián de Ramis | 42°01′54″B 2°50′53″Đ / 42,031776°B 2,847954°Đ | RI-51-0006090       | 08-11-1988           | Upload image                        |
| Tháp Can Margarit                   | Di tích Tháp    | San Julián de Ramis | 42°01′48″B 2°51′14″Đ / 42,03005°B 2,85384°Đ   | RI-51-0006091       | 08-11-1988           | Upload image                        |

#### San Martín de Liémana(Sant Martí de Llémena)
| Tên                      | Dạng            | Địa điểm              | Tọa độ                                        | Số hồ sơ tham khảo? | Ngày nhận danh hiệu? | Hình ảnh     |
| ------------------------ | --------------- | --------------------- | --------------------------------------------- | ------------------- | -------------------- | ------------ |
| Can Pedralta             | Di tích         | San Martín de Liémana | 42°01′02″B 2°40′53″Đ / 42,017126°B 2,681527°Đ | RI-51-0006846       | 21-02-1989           | Upload image |
| Can Solá                 | Di tích         | San Martín de Liémana | 42°01′23″B 2°40′44″Đ / 42,023088°B 2,678974°Đ | RI-51-0006845       | 21-02-1989           | Upload image |
| Lâu đài Granollers       | Di tích Lâu đài | San Martín de Liémana | 42°04′06″B 2°39′07″Đ / 42,068347°B 2,651889°Đ | RI-51-0006095       | 08-11-1988           | Upload image |
| Sala (Masía fortificada) | Di tích         | San Martín de Liémana | 42°03′25″B 2°39′08″Đ / 42,056848°B 2,652113°Đ | RI-51-0001366       | 21-02-1989           | Upload image |
| Tháp vigilancia          | Di tích Tháp    | San Martín de Liémana | 42°02′11″B 2°38′51″Đ / 42,03629°B 2,64746°Đ   | RI-51-0006847       | 21-02-1989           | Upload image |

### V

#### Vilablareix
| Tên         | Dạng         | Địa điểm    | Tọa độ                                        | Số hồ sơ tham khảo? | Ngày nhận danh hiệu? | Hình ảnh     |
| ----------- | ------------ | ----------- | --------------------------------------------- | ------------------- | -------------------- | ------------ |
| Tháp Mas Pi | Di tích Tháp | Vilablareix | 41°57′04″B 2°45′57″Đ / 41,951141°B 2,765872°Đ | RI-51-0006166       | 08-11-1988           | Upload image |

#### Viladasens
| Tên           | Dạng         | Địa điểm   | Tọa độ                                        | Số hồ sơ tham khảo? | Ngày nhận danh hiệu? | Hình ảnh     |
| ------------- | ------------ | ---------- | --------------------------------------------- | ------------------- | -------------------- | ------------ |
| Tháp Fellines | Di tích Tháp | Viladasens | 42°06′33″B 2°55′21″Đ / 42,109082°B 2,922397°Đ | RI-51-0006169       | 08-11-1988           | Upload image |